# エドワード・ホッパー
エドワード・ホッパー（英語: Edward Hopper、1882年7月22日 -1967年5月15日）は、20世紀のアメリカの画家。油彩画で広く知られているが、水彩画家および版画家としてエッチングにも精通していた。都会と田舎の風景の両方で細かく計算された表現は、現代のアメリカ生活のビジョンを反映している。

## 経歴と画風
ニューヨーク州ナイアック（Nyack）に生まれる。商業美術の学校に進んだのち、ニューヨーク美術学校（New York School of Art）で絵画を学ぶ。アシュカン派（ごみ箱派、アッシュカン・スクール）の指導的画家であるロバート・ヘンライは同校の教師であり、アメリカン・ライフの写実的描写はその影響とされる。
1915年にエッチングとイラストレーションに転向するが、1930年には水彩画と油彩画を再開する。
1925年に制作された[House by the Rail Road]はホッパーの最初期の連作の一つで、その後の彼のスタイルを決定づけた作品である。都会の街路、オフィス、劇場、ガソリンスタンド、灯台、田舎家などアメリカ人には見慣れた都市や郊外の風景を、単純化された構図と色彩、大胆な明度対比、強調された輪郭線で描く孤独な雰囲気漂う作品は今日のアメリカでも高い人気をもっている。
人物を描く場合、クローズアップさせない、子供とアフリカ系は描かないという特徴があり、女性は当時流行の衣装か露出が高い服装で、男性はソフト帽に背広、若しくは労働着で描かれる場合が多い。また皆一様に無表情で、視線や言葉を交わす描写がなく、互いに孤立したまま、座ったり、外を眺めたり、読書をする場面が多く、何かが起こった出来事を直接描くのではなく、その前後を描いて観る者に想像させる描写が多い。
建造物を描く際は、高層ビルや著名人設計の建物は題材にせず、中産階級の個人宅を描くことが多かった。

## 生涯

### 若年期

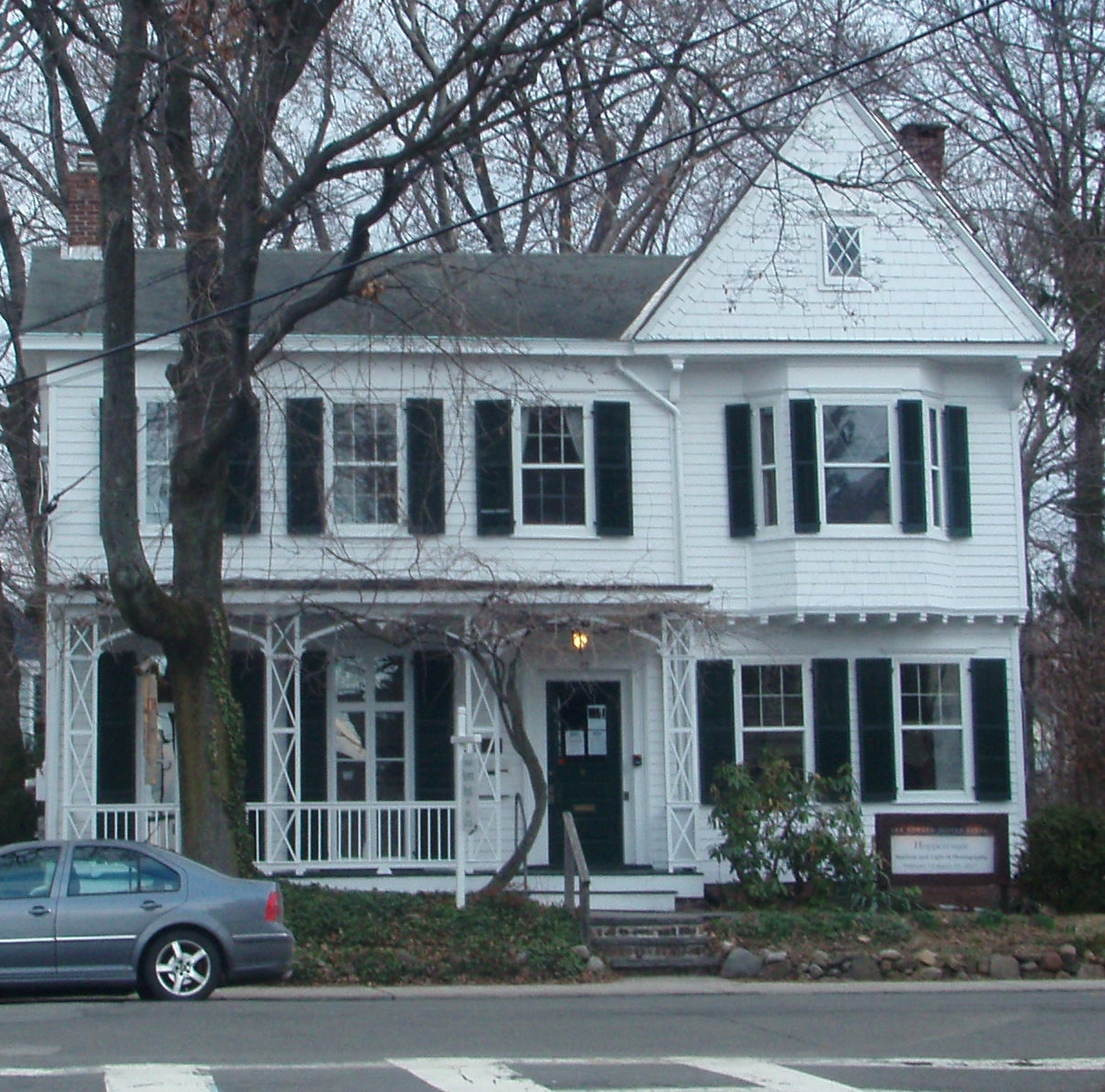
エドワード・ホッパーの生家

1882年、ニューヨーク市北部のハドソン川沿いのヨット建造センターであるニューヨーク州ナイアック（Nyack）にて、裕福な家庭に生まれた。両親はオランダ系であり、先祖ほど成功していなかったが、乾物商の父ギャレット・ヘンリー・ホッパーは2人の子供の教育にかなりの資金を投じた。エドワードと姉妹のマリオンは私立の学校に通い、厳格なバプテストの家で育った。父親は穏やかな性格で、エドワードの母親、祖母、姉妹、メイドなど女性優位な家庭だったという。

なお、出生地と少年時代の家は2000年に国家歴史登録財に登録されている。現在はエドワード・ホッパー・ハウス・アートセンターとして運営され、展示会、ワークショップ、講演会、公演、特別イベントを開催する非営利コミュニティ文化センターとして機能している。

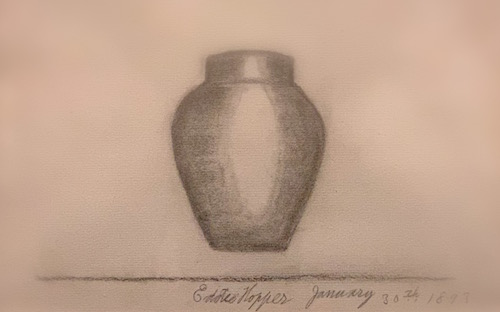
Vase (1893)、エドワード・ホッパーの最初期のサインと日付入りの作品。

ホッパーは子供時代から優秀で、5歳のときには既に絵の才能を示していた。父親の知的傾向とフランスやロシア文化への情熱をすぐに吸収し、また母親から芸術的な才能も引き継いでいた。両親は芸術を奨励し、教育雑誌や図鑑などの資料を与えた。10歳のときに初めて自分の絵にサインし、日付を記入し始めた。これらの最初期の作品には、花瓶、ボウル、カップ、箱など、幾何学的な形の木炭のスケッチが見られる。ホッパーがキャリアを通じて描いた光と影の細かい描写は、これらの初期の作品にすでに見られる。十代にはペンとインク、木炭、水彩、油彩等で自然モチーフを描いていたほか、政治的なカートゥーンも描いていた。1895年、最初のサイン入りの油絵[Rowboat in Rocky Cove]を制作。これは、初期にはホッパーが船舶の主題へ興味があったことを示している。
初期の自画像では、ホッパーは自身を痩せた、無骨で地味な青年に描く傾向があった。長身で物静かな十代の少年だったが、移民の描写や、男性を尻に敷くコミカルな女性の描写にはホッパーのいたずらっぽいユーモアのセンスがみられる。後年、絵画の被写体として主に女性を描き続けた。高校時代は海軍建築家になることを夢見ていたが、卒業後は芸術のキャリアを続けることにした。ホッパーの両親は、商業芸術を学んで手に職をつけるよう強く勧めた。この頃のホッパーは、ラルフ・ワルド・エマーソンの著作に影響を受け、後に「彼をとても尊敬している...何度も何度も本を読んだ」と述べている。
1899年に通信教育コースで美術の勉強を始め、その後パーソンズ美術大学の前身であるニューヨーク美術学校に転校。そこで6年間学び、油絵の指導をしたウィリアム・メリット・チェイスら教師たちから学んだ。ホッパーはチェイスとフランスの印象派の巨匠エドゥアール・マネ、エドガー・ドガらを模倣して自身のスタイルを形成していった。保守的に育てられたホッパーにとってモデルを前にスケッチすることは衝撃的であり、難しさを感じることもあった。。
ホッパーの教師の1人、ロバート・ヘンライは写生を指導した。ヘンライは生徒たちにアートで「世界をかき混ぜる」よう奨励。「重要なのはテーマではなく、何を感じるかである」「芸術を忘れて、興味のあるものを描きなさい」と説き、その後画家となるジョージ・ベローズやロックウェル・ケントなどにも影響を与えた。。ヘンライは作品に現代の精神を吹き込むことを奨励し、ジョン・スローンを含むヘンライの周囲にいたアーティストの一部は、アッシュカン・アメリカン・アートスクールとしても知られる「ザ・エイト」のメンバーとなった。インテリアを主題としたホッパーの現存する最初の油絵は、[Solitary Figure in a Theater (1904)]である。学生時代、ホッパーは自分の自画像を含む数十のヌード、静物、風景、肖像画を制作した。
1905年から広告代理店でアルバイトを始め、業界誌のカバーデザインを担当した。ホッパーはイラストの仕事が好きではなかったが、経済的事情のために1920年代半ばまで続けなければならなかった。仕事から逃れるため、表向きは「アートシーンを勉強するため」として、パリを中心としてヨーロッパに3度旅行した。しかし実際には1人で作業し、芸術の新しい流れに影響を受けることはほとんどなかった。後にホッパーは「ピカソの名前を聞いた覚えはまったくない」と回想している。レンブラントの作品、特に「夜警」には非常に感銘を受け、「私が見たレンブラントの作品の中で最も素晴らしいものだ」と語った。

### 苦難の日々

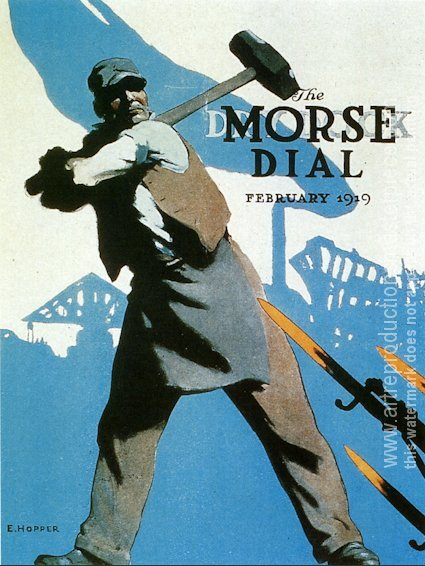
Smash the Hun (1918)

最後のヨーロッパ旅行から戻った後、ホッパーはニューヨークで部屋を借り、そこで自分のスタイルを確立するのに苦心した。生計を立てるために仕方なく、古巣のイラスト業に戻った。フリーランスであったため、仕事を得るために雑誌社や代理店のドアを叩き、仕事を頼んで回らなければならなかった。「何を描くか決めるのが難しい。それを見つけることが出来ないまま何ヶ月も過ごしてしまうことがある。とても遅いんだ」と苦悩を募らせた。イラストレーター仲間のWalter Tittleは、ホッパーのその時の様子を「苦しんでいる...長い間克服できない無気力に苦しんでいて、イーゼルの前に何日も座り続け、どうしようもなく不幸で、呪いを解くことができなかった」と語っている。
1912年、30歳のホッパーはインスピレーションを求めてマサチューセッツ州のグロスターを旅し、アメリカでは自身初の屋外絵画を制作。これはのちに連作となる最初の灯台の絵だった。
1913年の美術展覧会で、ホッパーは自画像を塗りつぶして描いた絵画[Sailing (1911)]を販売し、初めて画家として250ドルを得た。31歳のホッパーはこの実績が今後につながることを望んだが、その後も何年もうまく行かず、ニューヨークの小さなグループ展に参加し続けた。同年に父親が亡くなった直後、その後の人生を過ごすこととなるマンハッタンのグリニッジ・ヴィレッジにあるワシントン・スクエアのノース・アパートメントに転居した。

翌年いくつかの映画ポスターを制作し、映画会社のプロモーションを行う仕事を委託された。ホッパーはイラストは好きではなかったが、映画や演劇の熱狂的ファンだった。どちらも絵の主題として扱っており、それぞれが彼の作風に影響を与えている。

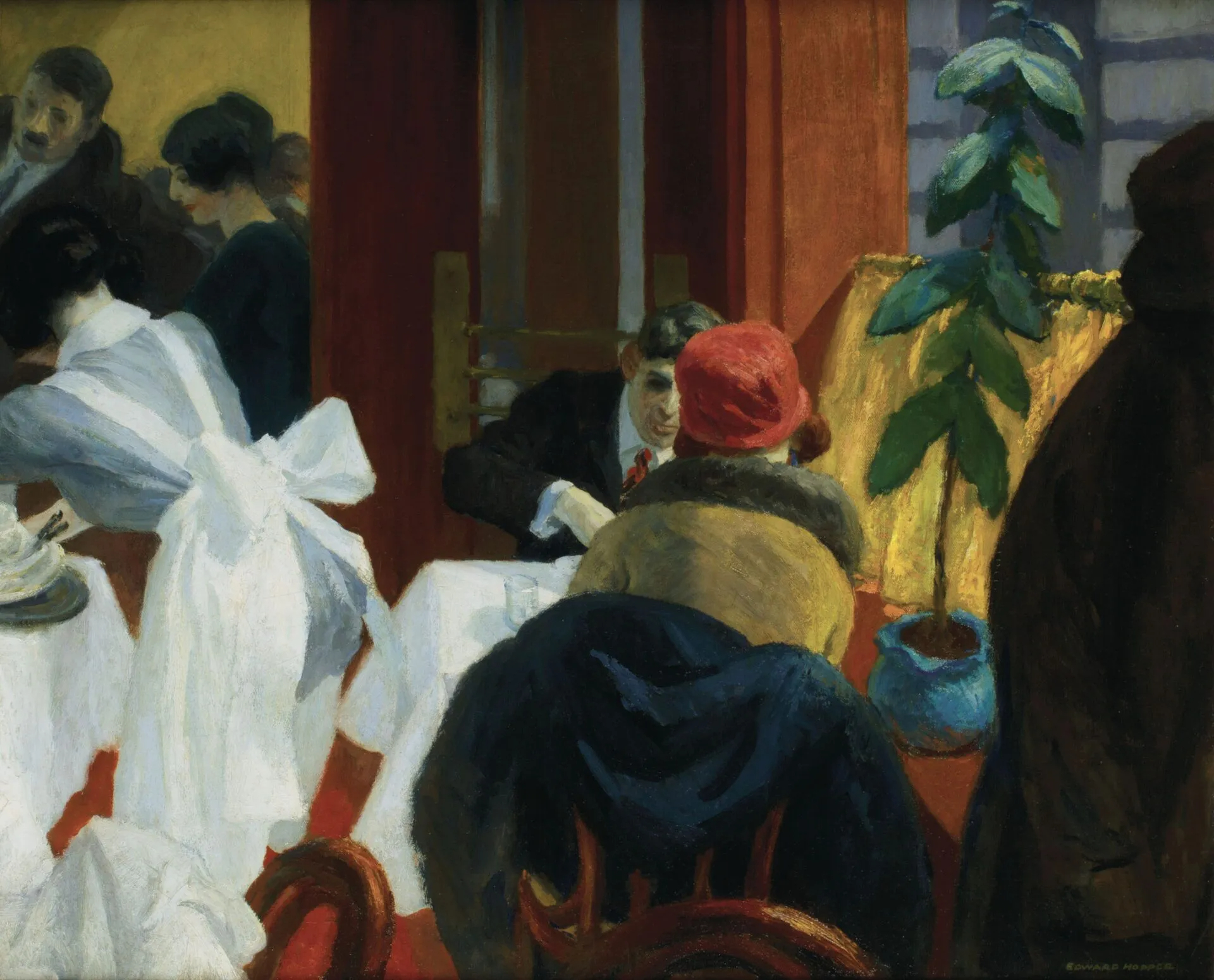
ニューヨークレストラン(New York Restaurant, 1922)

1915年、ホッパーは油絵に行き詰まり、エッチングに目をつけた。1923年までの約70作品のほとんどをエッチングで制作し、パリとニューヨークの都市風景を多く制作した。また、時おり商業作品の制作を続けながら、いくつかの戦争運動のポスターも手がけた。余裕があるときにはニューイングランド、特にオガンキットの芸術村とモンヒガン島を訪れ、屋外の水彩画を制作した。
苦難の数年間を経て、ホッパーはいくらか認められ始めた。1918年に戦争ポスター[Smash the Hun]で米国海運委員会賞を受賞。さらに3つの展覧会（1917年独立アーティスト協会、1920年/1922年 ホイットニー美術館の前身・ホイットニースタジオクラブ）に参加した。1923年にはエッチング作品を評価され、エッチャーズシカゴ協会からローガン賞とW. A.ブライアン賞をダブル受賞した。

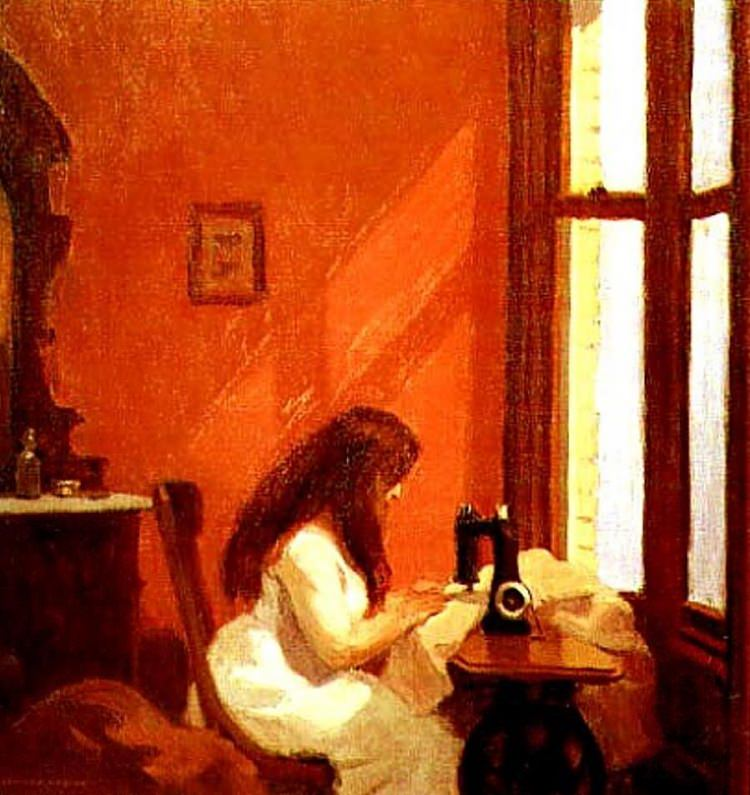
Girl at Sewing Machine（1921）

1920年代はじめから、大衆も徐々にホッパーのエッチング作品を受け入れ始める。この時期、沈黙している夫婦を描いた[Night on the El Train]、孤独な女性が佇む[Evening Wind]、シンプルな航海シーンの[The Catboat]などのエッチング作品には、すでにホッパーの後期テーマが使われている。この時期の注目すべき2つの油絵は、[New York Interior (1921)]と[New York Restaurant (1922)]である。またこの時期に、その後多く描くこととなる「窓」をテーマとして[Girl at Sewing Machine]と[Moonlight Interior]の2点を制作した。どちらもアパートの窓の近くの人物（着衣または裸体）を室内もしくは窓の外から描いたものである。

### 結婚とブレイク

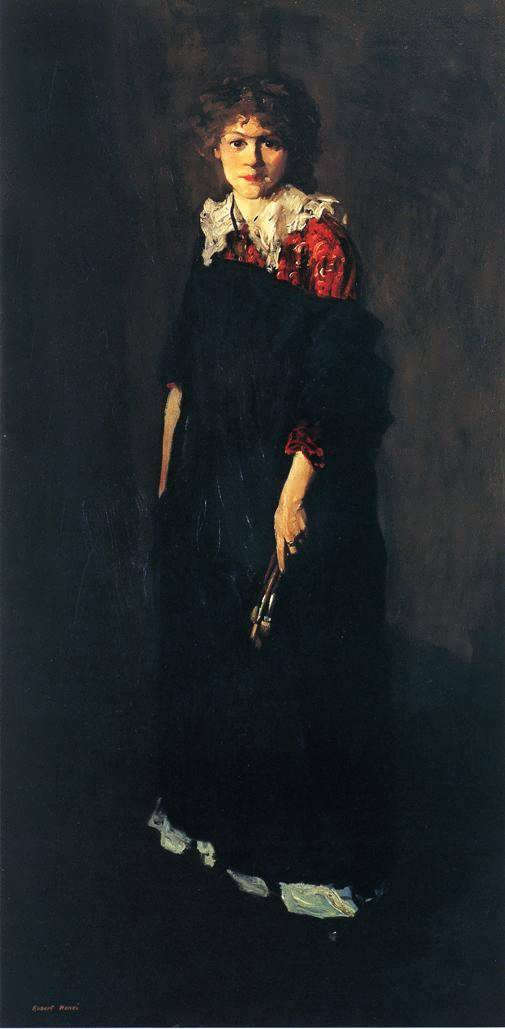
ジョセフィン・ニヴィソン（ロバート・ヘンライ作）

1923年、ホッパーの緩やかな上昇はついに大きな実を結ぶ。マサチューセッツ州グロスターでの夏の絵画旅行の間に、ロバート・ヘンライの元教え子だったジョセフィン・ニヴィソンに再会した。ホッパーは背が高く、内気で、内省的かつ保守的であったのに対し、ジョセフィンは背が低く、オープンで、社交的で寛大な性格だった。この全く正反対の2人は1年後に結婚することとなる。彼女はホッパーのキャリアとインタビューを管理し、絵のモデルを務め、生涯の伴侶となった。
ジョセフィンの助けを借りて、1923年にはホッパーのグロスターの水彩画6点がブルックリン美術館の展示会に出品された。そのうちの1つである[The Mansard Roof]は常設コレクションとして100ドルでブルックリン美術館に購入された。批評家たちは「何という躍動感、勢い、そして率直さだ！極めてシンプルで飾り気のない主題で表現できることの多様さに驚かされる」と一様に彼の作品を絶賛した。翌年に開いた個展では出品したすべての水彩画に買い手がつき、ホッパーはついに商業イラストの仕事を辞めることにした。

41歳にして世間から認められたものの、自分のキャリアについては苦々しさを抱き続け、その後は人前に出ることや受賞を断った。確固とした売り上げによって経済的な安定を得た後はシンプルで落ち着いた生活を送り、40年以上に渡って独自のスタイルでアートを生み出し続けた。

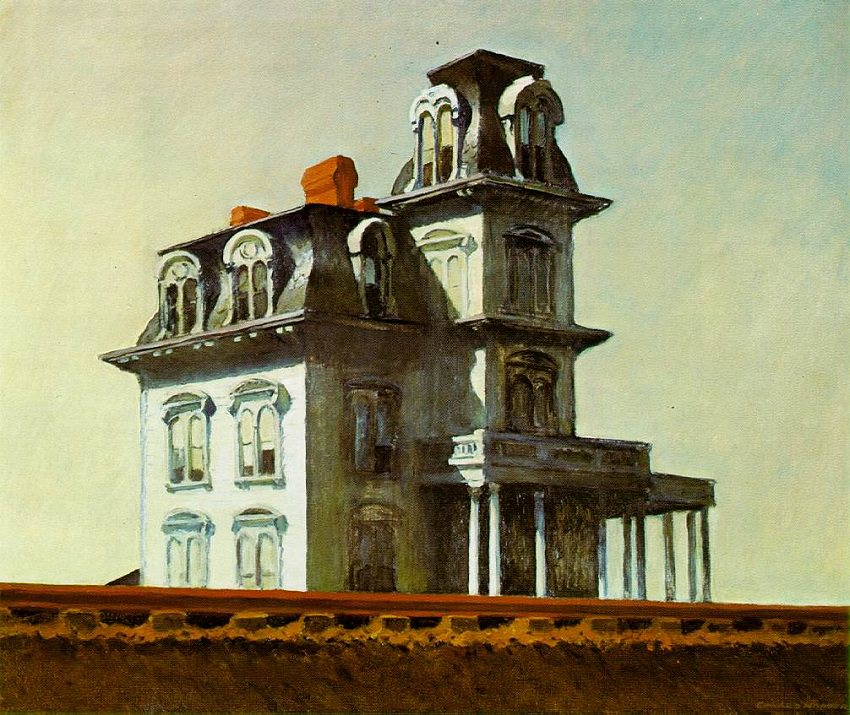
House by the Rail Road, 1925

1927年制作の[Two on the Aisle]は自己最高額の1,500ドルで購入された。このおかげでホッパーは自動車を購入し、ニューイングランドへの絵画旅行に使用することができた。1929年には[Chop Suey] と [Railroad Sunset]を制作。翌年、パトロンであるスティーブン・クラークは、[House by the Rail Road(1925)]をニューヨーク近代美術館初の油絵コレクションとして同館に寄贈した。
1930年頃、最後の自画像を油絵で制作した。ジョセフィンはホッパーの多くの作品でポーズをとったが、正式な油絵の肖像画として描かれたのは[Jo Painting (1936)]だけである。
1929年からの大恐慌の間、ホッパーは他の多くの芸術家よりもましな境遇だった。1931年にホイットニー美術館やメトロポリタン美術館などの主要な美術館がホッパーの作品を数千ドルで購入し、その名声は急上昇した。その年、水彩画13点を含む30点の絵画を販売。翌年には最初のホイットニー・ビエンナーレに参加し、その後生涯を通じて毎年同展に参加し続けた。1933年、ニューヨーク近代美術館は初めてホッパーの大規模な回顧展を開催した。同展の図録に「NOTES ON PAINTING（絵画をめぐる覚書）」という文章を寄せている。
1930年、ホッパー夫妻はケープコッドのサウストルロにコテージを借りた。毎年夏を同地で過ごし、1934年には家を建てた。絵の題材を探す必要があるときは、そこから他の地域へ車で旅行することもあった。1937年と1938年の夏、夫妻はホッパーがホワイトリバーの連作の水彩画を描いたバーモント州サウスロイヤルトンのワゴンホイール・ファームに長期滞在した。これらはホッパーの壮年期の作品の中では典型的なもので、ほとんどが「純粋な」風景画であり、建築物や人物が見当たらない。[Branch of the White River (1938)]は現在ボストン美術館にあり、ホッパーのバーモントの風景画の中で最もよく知られる。

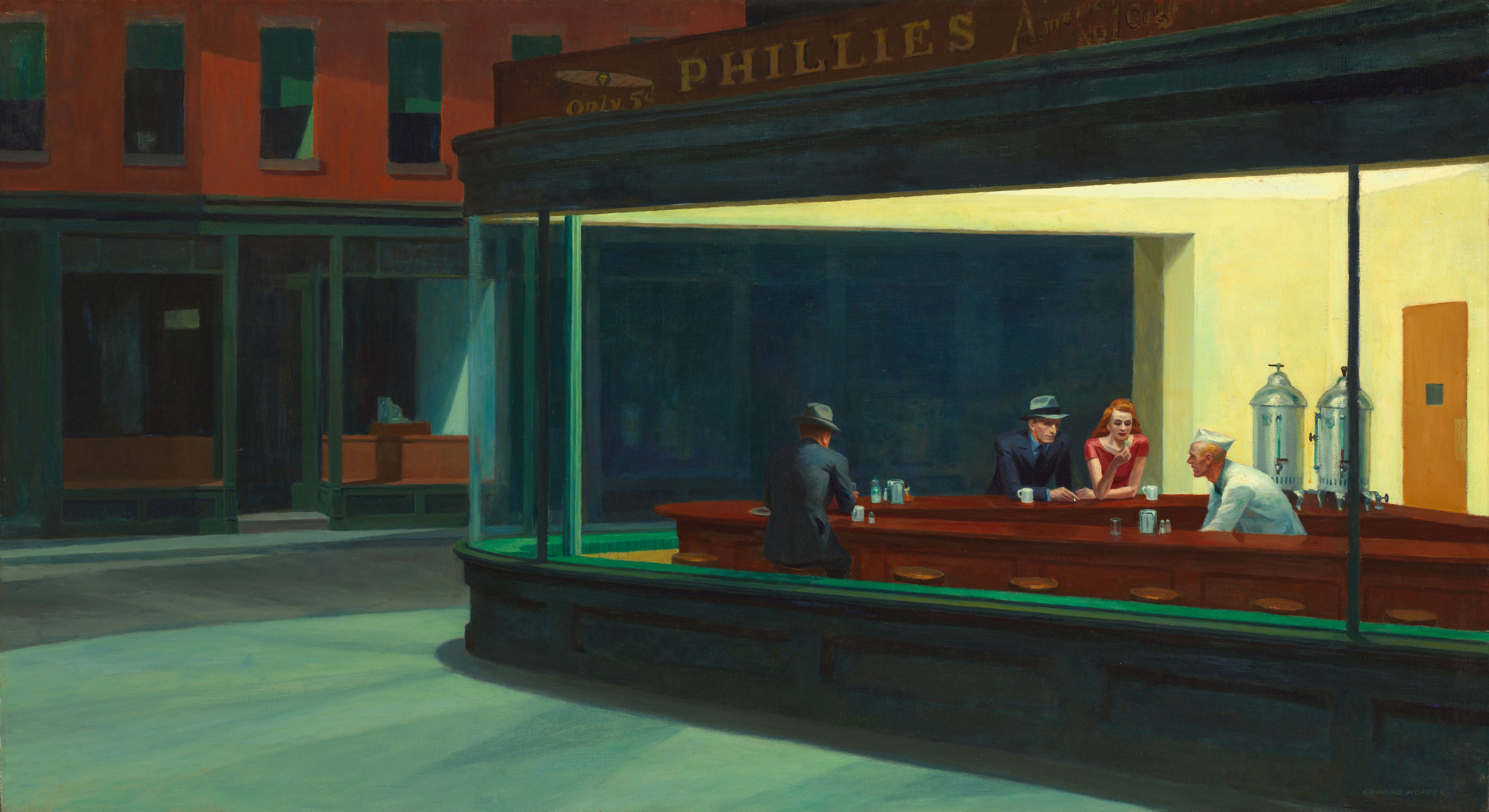
ナイトホークス（1942年）

1930年代から1940年代初頭にかけては非常に精力的に活動し、[New York Movie (1939)]、[Girlie Show (1941)]、[Nighthawks(1942)]、[Hotel Lobby(1943)]、[Morning in City (1944)]など、数多くの著名な作品を生み出した。しかし1940年代後半は比較的無活動の期間を過ごし、「もっと描きたい。読書や映画はもう飽き飽きだ」と漏らした。その後の20年間、ホッパーの健康状態は悪化し、前立腺手術やその他いくつかの健康的問題を抱えたが、1950年代から1960年代初頭にかけて[First Row Orchestra (1951)]、[Morning Sun (1952)] 、[Hotel by a Railroad (1952)]、[Intermission (1963)]などのよく知られる作品を制作した。

### 死去
1967年5月15日、ホッパーはニューヨーク市のワシントンスクエア近くの自身の住居で死去し、2日後に出身地であるニューヨークのナイアックにあるオークヒル墓地に埋葬された。その10か月後には妻のジョセフィンも死去し、ホッパーと共に埋葬された。
ジョセフィンの死後、彼女の遺言により3,000点を超えるホッパーとの共同コレクションがホイットニー美術館に遺贈された。ホッパーの家にあったスケッチは家族ぐるみの友人だったアーセイヤー・サンボーンが譲り受け、その他の重要な絵画はニューヨーク近代美術館、デモインアートセンター、シカゴ美術館などに収蔵された。

## 作品

### 人柄とビジョン

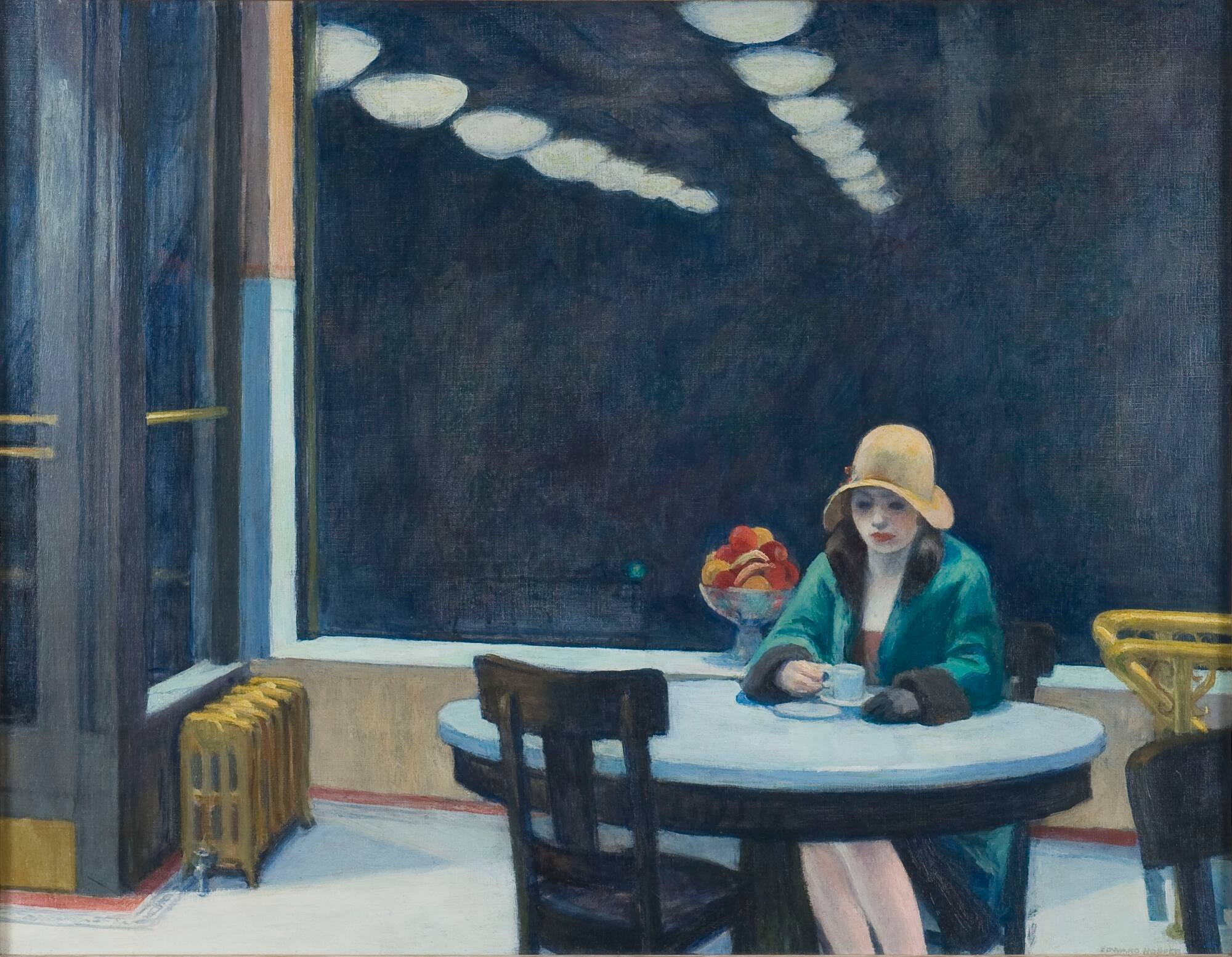
Automat（1927）

ホッパーは自分自身や、自身の作品については語りたがらず、「すべての答えはキャンバスにある」と言うのみだった。 ストイックで運命論的、穏やかなユーモアのセンスと率直な物腰の、静かで内向的な男だった。象徴的で物語性の無い主体に惹かれ、「暗示に満ちた短い構成の、孤立した瞬間」をよく描いた。 ホッパー作品の静寂に満ち、不安を感じさせる空間は、「人間の最も無防備なところに触れる」 、「メランコリーな暗示があり、憂鬱な物思いが表現されている」とも評される。 批評家のロイド・グッドリッチは、ホッパーを「どんな画家よりもアメリカらしさを捉えるのが上手い、極めてアメリカ人らしい画家」と評した。
政治信条や社会問題には保守的で、物事をありのままに受け入れ、理想主義とは縁遠い人物だった。読書を好む教養深い文化人であり、ホッパーの作品には読書をする人物が多く描かれている。 寡黙で気難しく、感情を表に出さないところがあったが、概して人付き合いがよく、沈黙が訪れても動じることがなかった。作品の自他を問わず芸術には真摯に向き合い、誰かが軽い気持ちでアートについて尋ねると、いつも忌憚のない意見を述べた。

ホッパーが芸術家としての哲学を最も体系的に表明したのは、1953年に『Reality』誌に投稿した[Statement]と題される手書きのメモである。
偉大な芸術とは、画家の内面（inner-life）の表現であり、これはその画家の世界に対する個人的なビジョンに結び付いています。どんな技法や方法論も、想像力という本質的な要素に取って代わることはできません。多くの抽象画の弱点のひとつは、人間の知性による産物を、私的な創造的概念に置き換えようとしていることです。
人間の内面（inner-life）は広大で多様な領域であり、色や形、デザインの配置だけに注意を向けている訳ではありません。
芸術で表現されるLifeは、誰かが侮辱したり、軽視してよいものではありません。なぜならこれはすべての存在の暗示であり、芸術の領分とはそれに反応を示すことで、避けることではないからです。

絵画がふたたび偉大になるには、Lifeや生命の本質としっかりと向き合う必要があるでしょう。
なお、英語で"inner-life"とは「表には出さないが心の内で感じていること（本人も気づいていない深層心理も含む）」、「内なる精神」を意味する。"life"は通常「生命」「人生」という意味で用いられることが多いが、最初の2段落で"inner-life"に言及した後に次の2段落で"life"という言葉を使っていることから、ホッパーは精神的な内面（inner-life）と、表に現れる外面（outer-life）を合わせたものをLifeと表現したと考えられる。

### 技法
油彩画の作品が最もよく知られるが、キャリア初期は水彩画の方が知名度が高く、また、いくつか商業的に成功したエッチング作品も制作している。ペンや鉛筆のスケッチが描かれたノートも遺されているが、生前のホッパーがこれを人前に出すことはなかった。

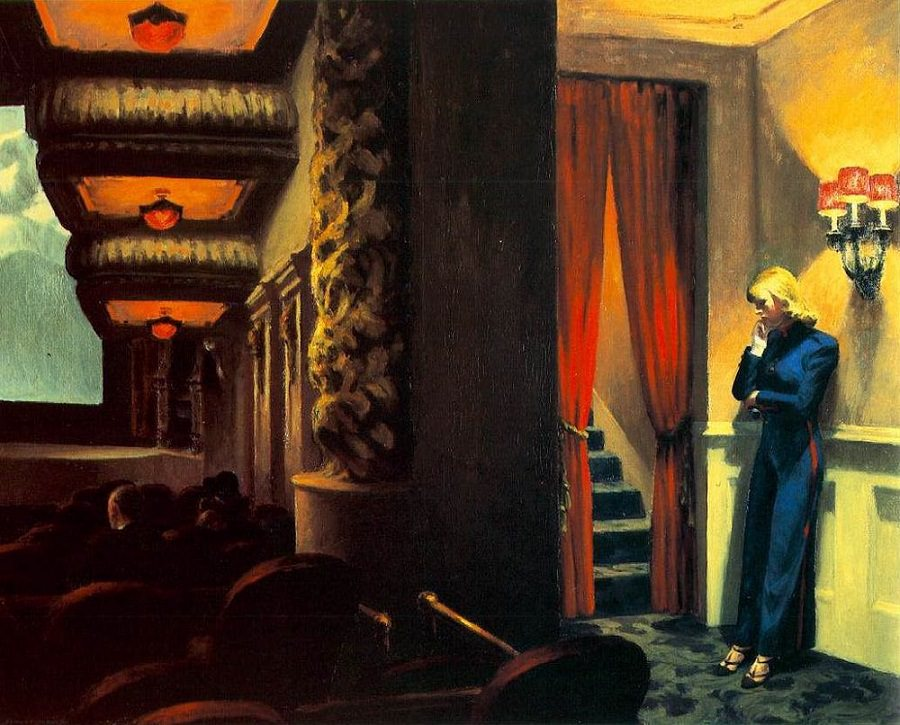
New York Movie (1939)

ホッパーが特に注意を払ったのは、幾何学的なデザインと、周囲の環境とバランスが取れるよう人物を配置することだった。ホッパーは慎重で几帳面な芸術家であり、「アイデアが浮かぶまでに長い時間がかかるし、さらにその後もじっくりと考える必要がある。絵を描き始めるのは、すべてが頭の中で上手く収まってからだ。イーゼルに向かう時には、もう大丈夫だ」と述べている。構図を綿密に計算して練り上げるために、しばしば下絵を描いている。ホッパーとジョセフィンは、「照明の当たっていない悲しい顔の女性」「天井からの電灯」などの項目を記した、作品の詳細な台帳をつけていた。

[New York Movie (1939)]の制作時には、ホッパーは劇場の内装や物思いにふける案内係のスケッチを53枚以上も描き、徹底した準備をしている。

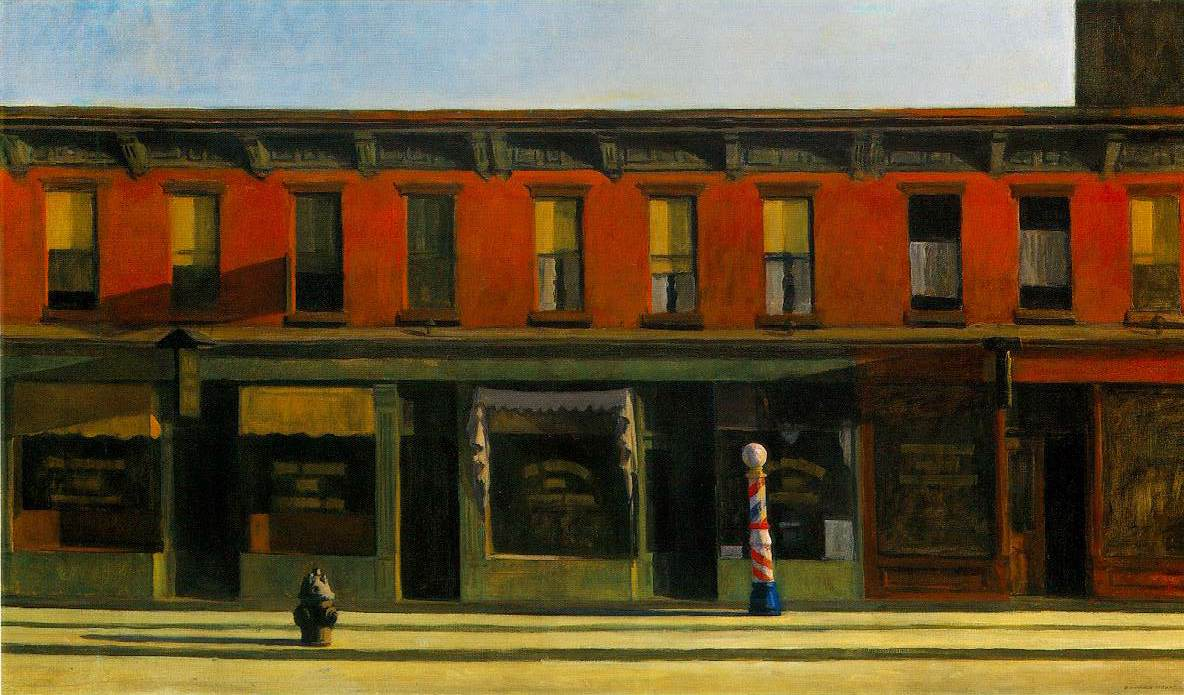
Early Sunday Morning

光と影を効果的に使っていることも、ホッパー作品の主要な技法のひとつである。明るい陽光とそれが落とす影は、[Early Sunday Morning(1930)]、[Summer Time(1930)]、[Seven A.M(1948)]、[Sun in an Empty Room(1963)]といったホッパーの絵画で洞察や啓示の象徴として大きな役割を果たしている。ホッパーの光と影の効果の使い方は、同じくコントラストの強いフィルム・ノワールの撮影技法と比較される。

### 美術展
1980年に、ホッパーの美術展「The Art and the Artist」がホイットニー美術館で開かれ、ロンドン、デュッセルドルフ、アムステルダム、サンフランシスコ、シカゴを巡回。この美術展では、ホッパーの油絵とその習作が初めてヨーロッパに発表された。これがホッパーのヨーロッパでの人気、および世界的な評判の始まりとなる。
2004年、ホッパーの多数の絵画がヨーロッパを巡り、ドイツのケルンにあるルートヴィヒ美術館とロンドンのテート・モダンで展示された。テート展はギャラリーの歴史の中で2番目の人気となり、3か月で42万人が訪れた。
2007年には、ホッパーが精力的に活動していた期間（1925年頃～20世紀半ば）に焦点を当てた美術展がボストン美術館で開催された。展示は50の油絵、30の水彩画、および人気の高いナイトホークス、Chop Suey、灯台や建物を含む12の版画で構成された。
2010年、スイスのローザンヌにあるエルミタージュ財団（Fondation de l'Hermitage）の美術館がホッパーの全キャリアを網羅した美術展を開催し、ニューヨークのホイットニー美術館から多くの作品が貸し出された。これには絵画、水彩画、エッチング、漫画、ポスター、および習作の一部が含まれており、ミラノとローマでも展示された。
2011年、ホイットニー美術館が展覧会「エドワード・ホッパーとその時代」を開催。
2012年には、ホッパー作品の複雑さ、豊かさに焦点を置いた展覧会がパリで開かれた。展示は年代順に2つの主要な部分に分けられ、最初のセクションでは形成期（1900〜1924年）のホッパーの作品と、パリでホッパーが影響を受けた可能性がある同時代人や芸術の作品を比較展示し、 2番目のセクションではホッパーのスタイルを確立した最初の絵画[House by the Railroad（1924)]から晩年の作品までの壮年期の作品を展示した。

### アート市場
ホッパーは多作ではなく、キャンバス作品はわずか366枚のため、作品が市場に出回ることは極めてまれである。ホッパーが70代であった1950年代の年間制作数は約5点だった。1924年にホッパー初の個展を開催し、長年ホッパー作品のディーラーであったフランクレンは、1957年に[Hotel Window (1956)]を$7,000（2019年の$63,722に相当）で売却した。1999年、フォーブス・コレクションは本作品を俳優のスティーブ・マーティンに約1,000万ドルで売却。さらに2006年、マーティンはサザビーズで本作品をホッパー作品最高額の2,689万ドルで売却した。
2013年、ペンシルベニア美術アカデミーは現代美術獲得の基金を設立するため、2,200万ドルから2,800万ドルの獲得を希望して[East Wind Over Weehawken (1934)]を売りに出した。これはニュージャージー州ウィホーケンの切妻の家を描いた暗い土色の風景画であり、ホッパーの最高傑作の1つと見なされている。もともとホッパーの死の15年前の1952年にディーラーから低価格で直接販売されたこの絵は、ニューヨークのクリスティーズ過去最高額となる3600万ドルで匿名の電話応札者に落札された。
2018年、アートコレクターのバーニー・A・エブスワースが死去し、コレクションの多くがオークションにかけられた。コレクションの1つであった[Chop Suey (1929)]は9,200万ドルで売却され、これまでにオークションに出たホッパー作品の中で最も高額となった。

## 代表作
- House by the Rail Road(ニューヨーク近代美術館)
- 夜明けの灯台（メトロポリタン美術館）
- Office at Night（ウォーカー・アート・センター）
- ナイトホークス (シカゴ美術館)
- オートマット (デ・モイン・アート・センター)

## ギャラリー

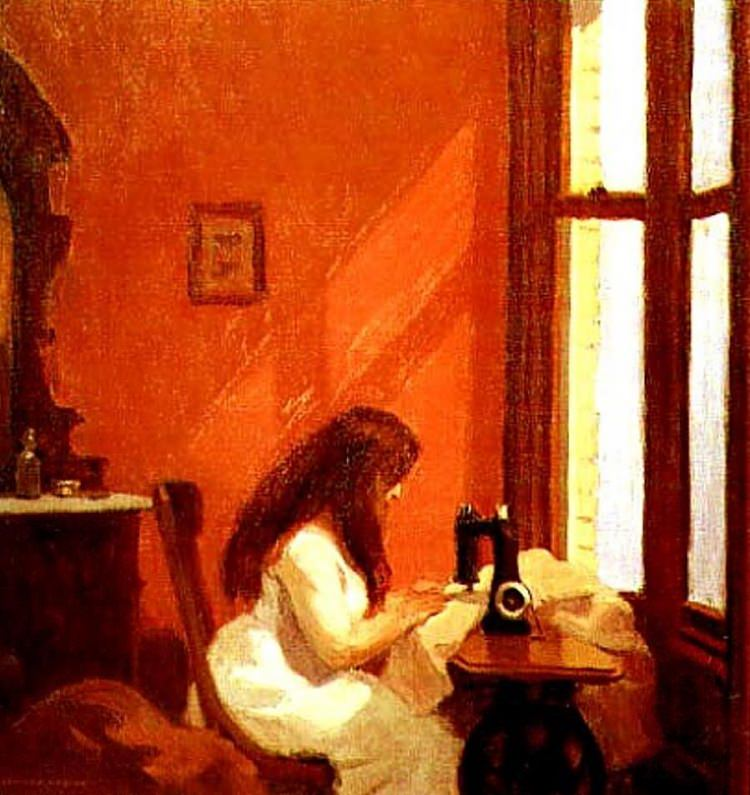
Girl at sewing machine, 1921
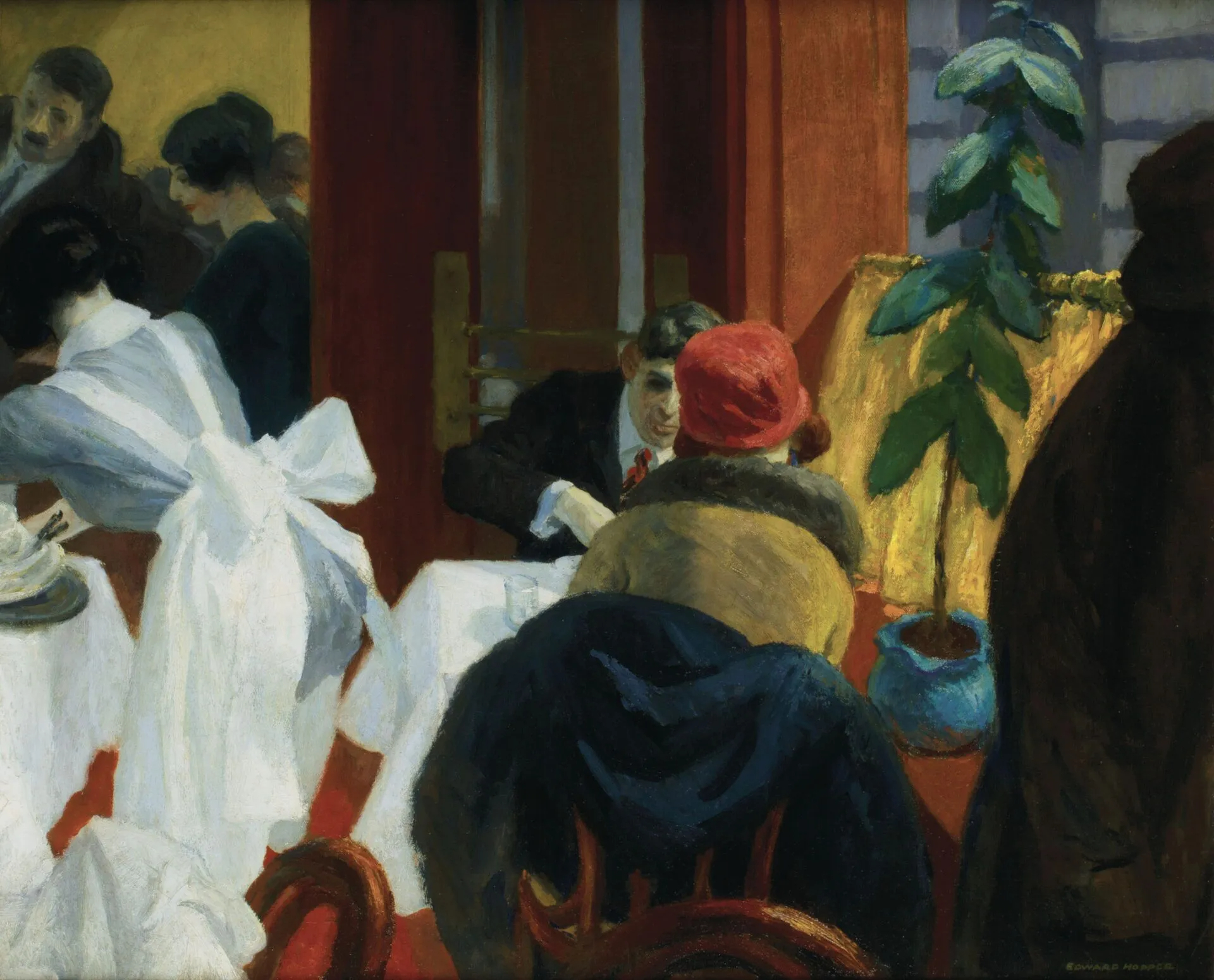
New York Restaurant, 1922
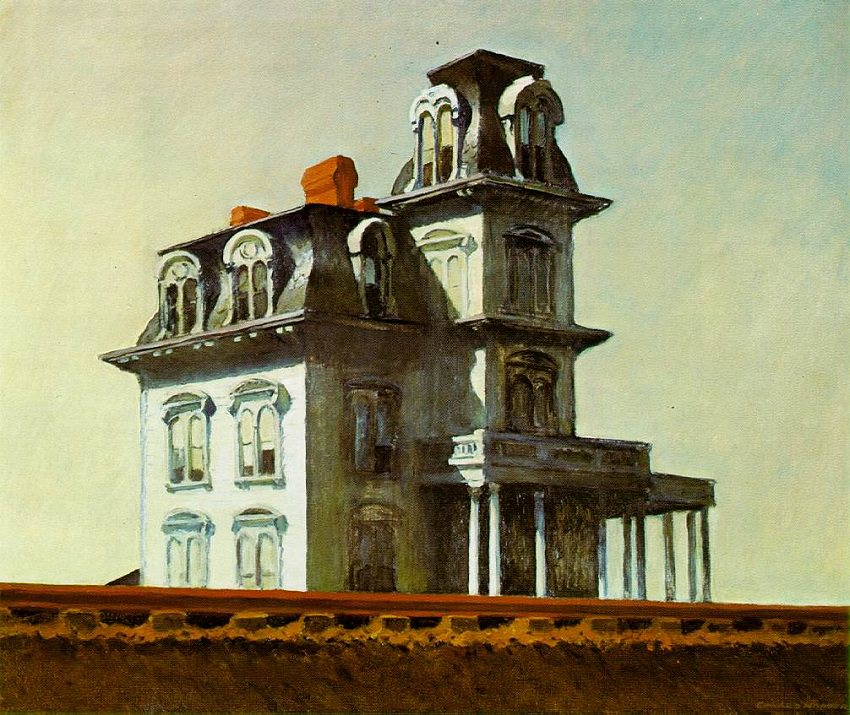
House by the railroad, 1925
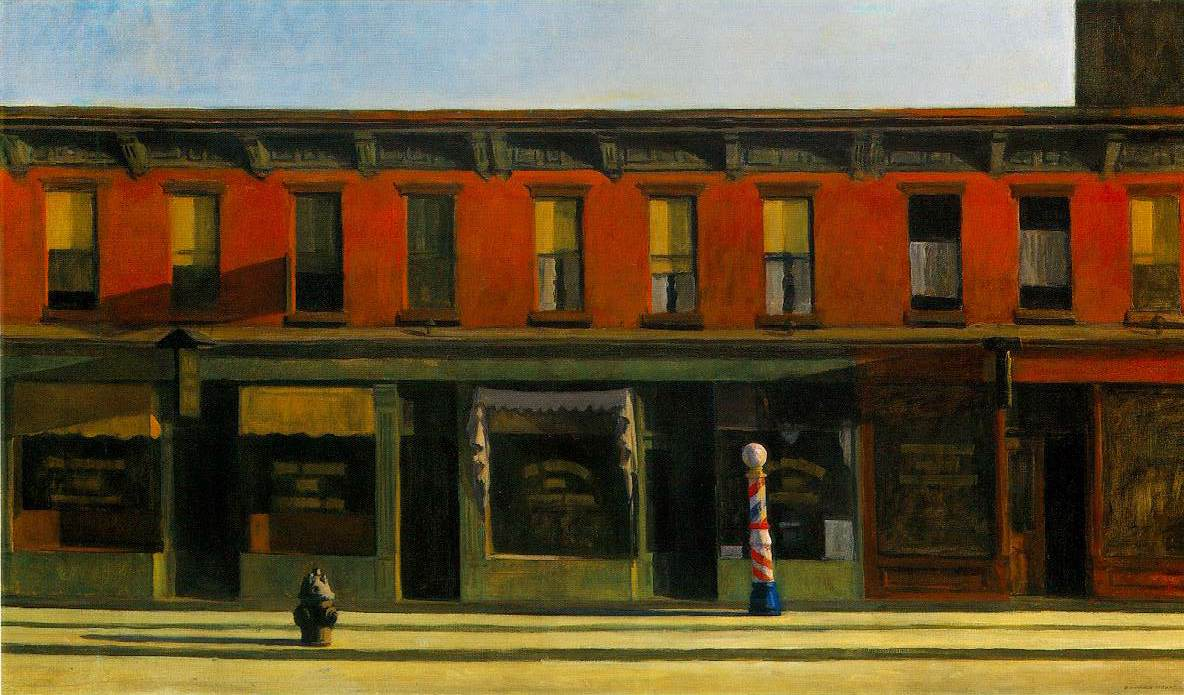
Early Sunday Morning, 1930
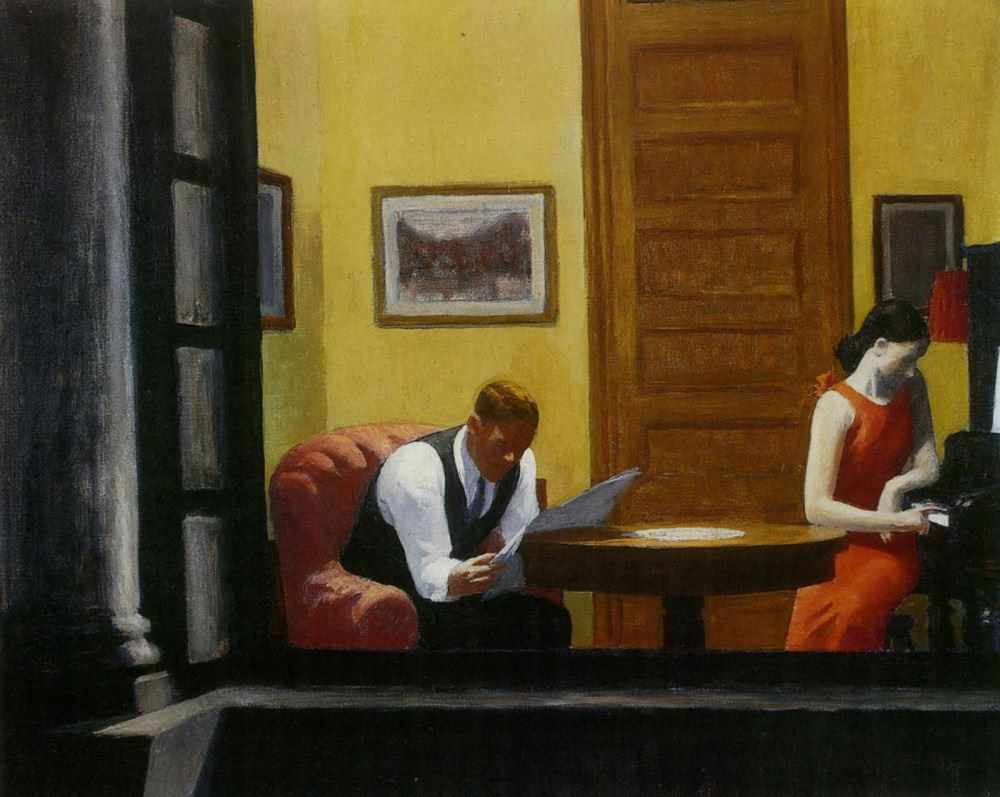
Room in New York, 1932
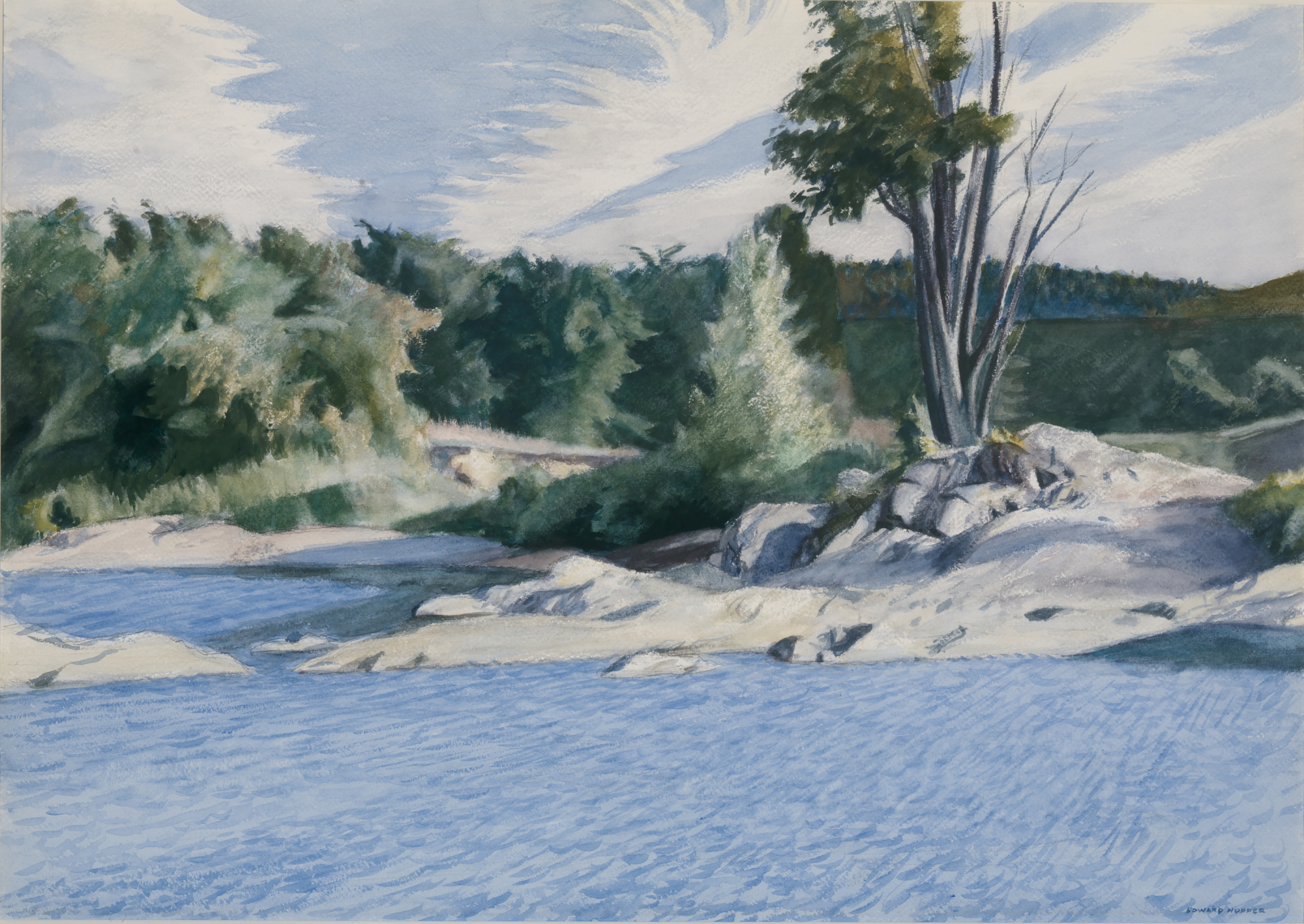
White River at Sharon, 1937
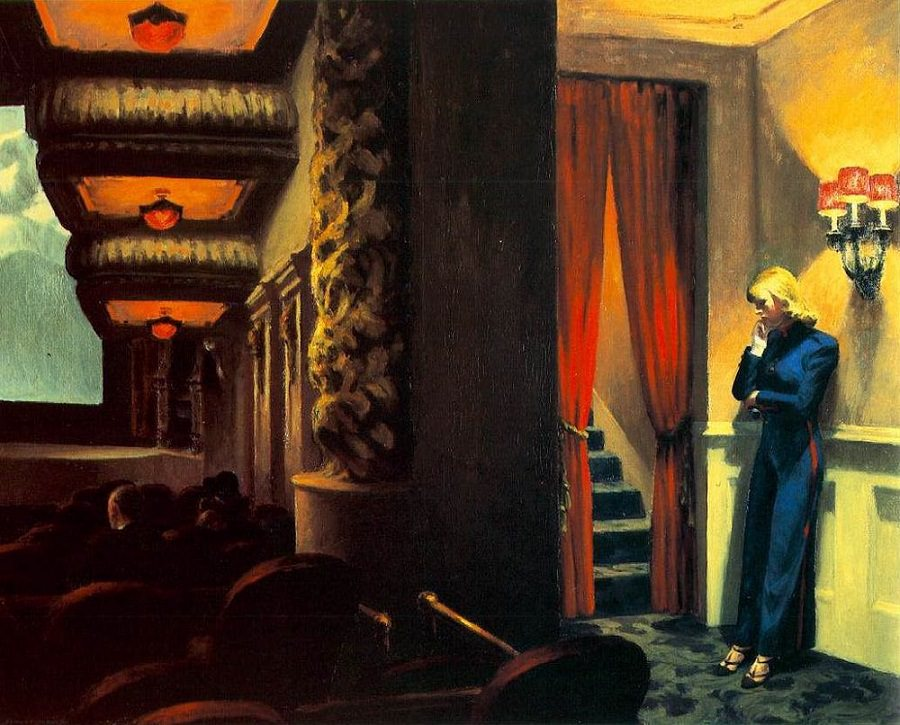
New York Movie, 1939
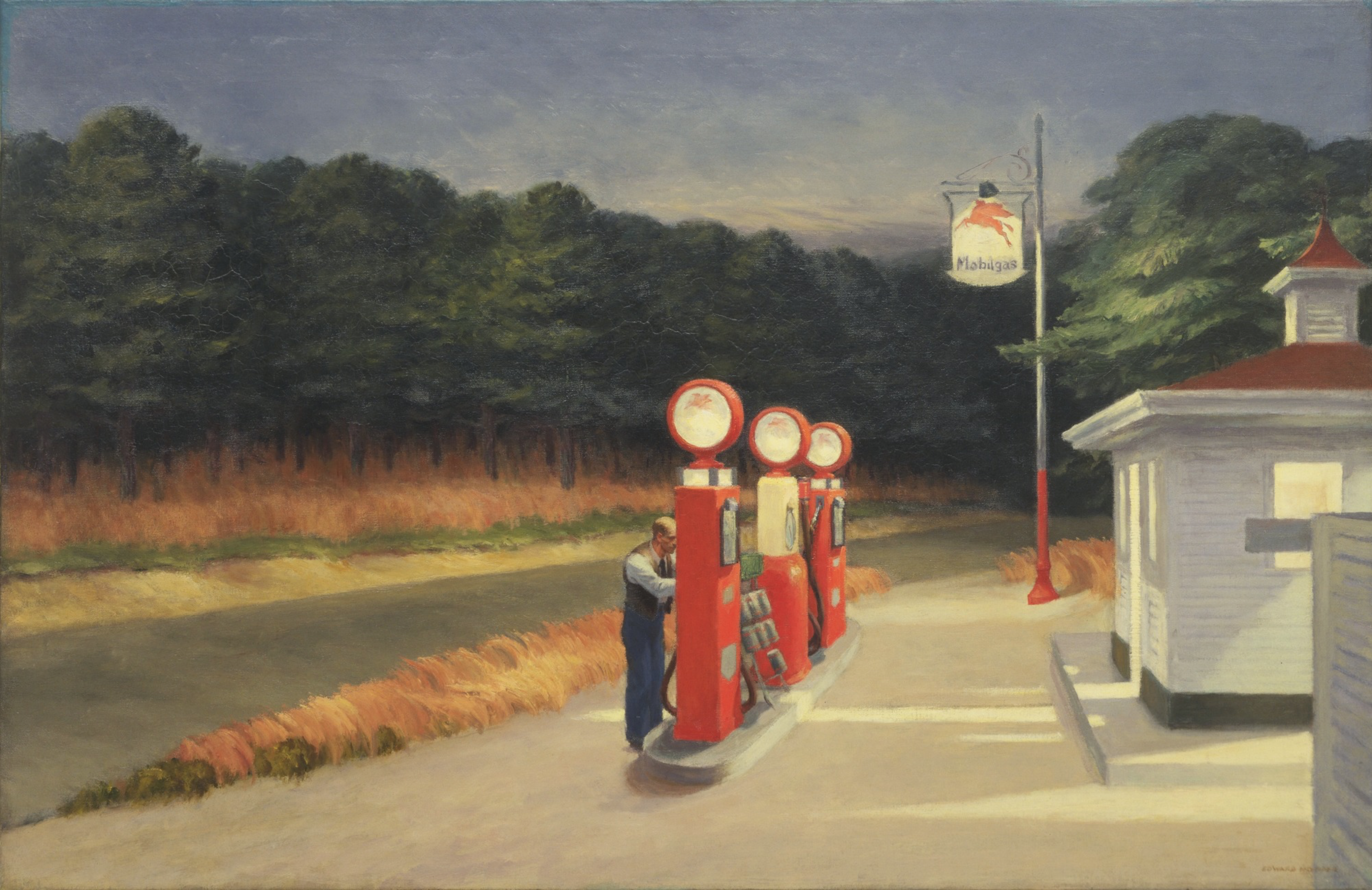
ガス・ステーション、1940
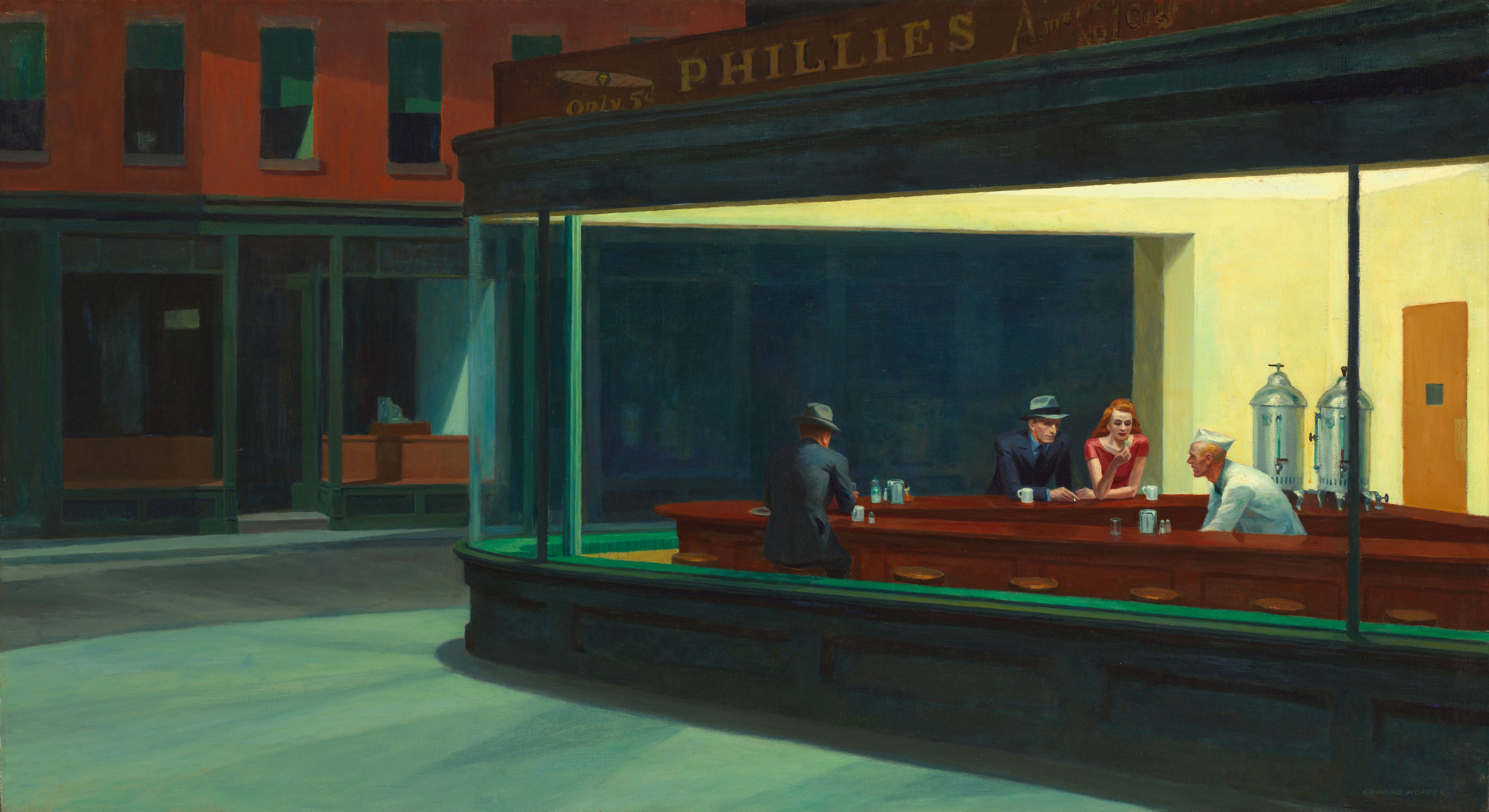
『ナイトホークス』（1942年） "Nighthawks"
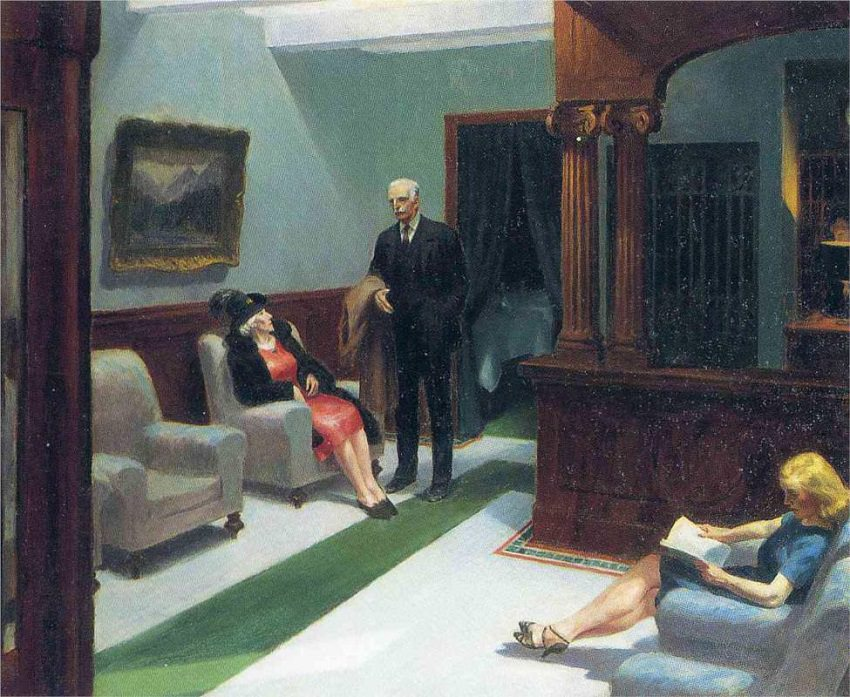
Hotel Lobby, 1943
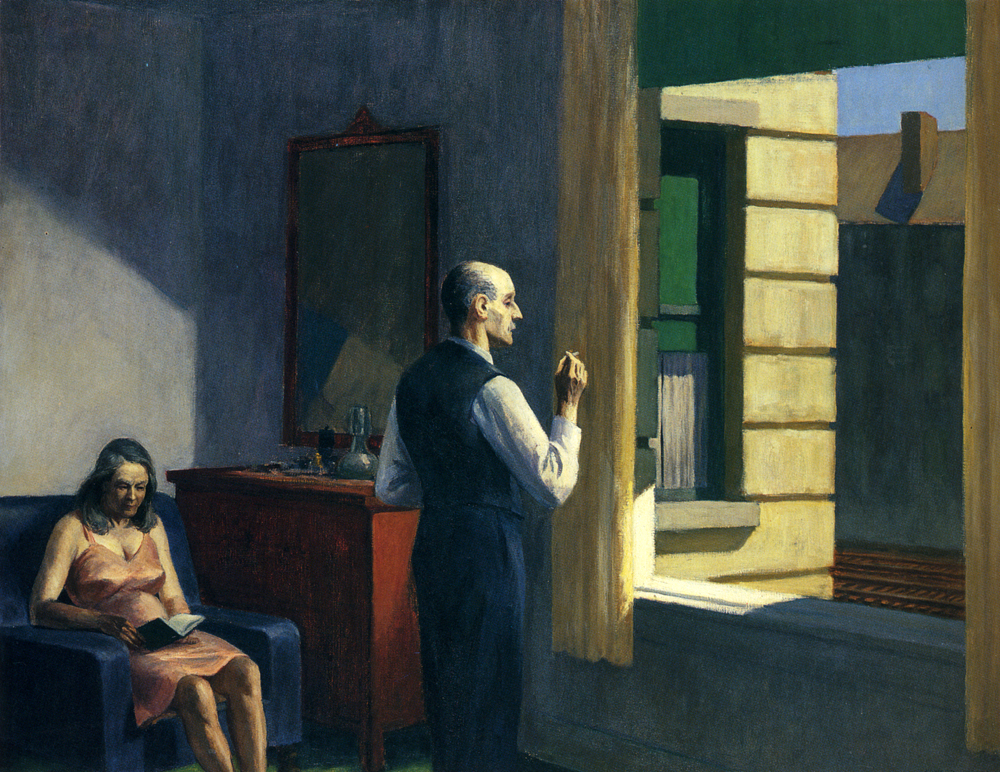
Hotel by a Railroad, 1952
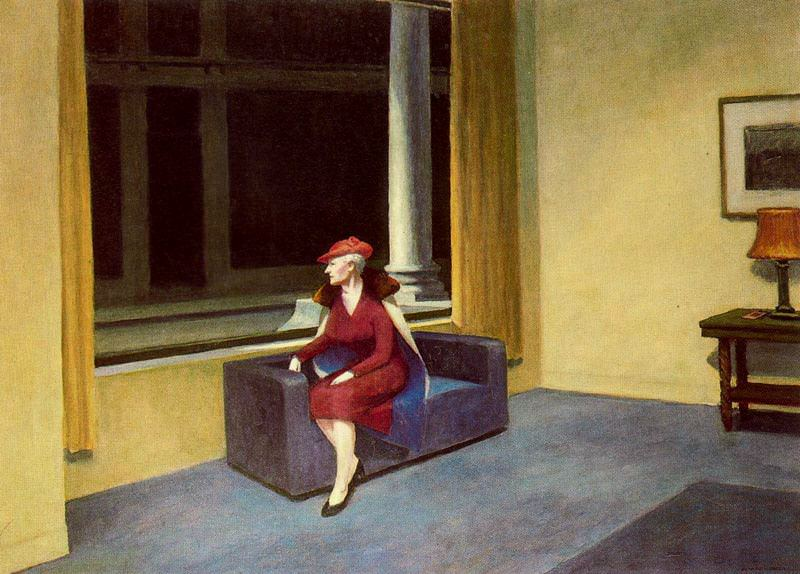
Hotel window, 1955

## 評伝
- ローランス・デベック＝ミシェル『ホッパー　岩波世界の巨匠』清水敏男訳、岩波書店、1994年
- ヴィーラント・シュミート解説『エドワード・ホッパー　アメリカの肖像』

光山清子訳、岩波書店「岩波アート・ライブラリー」、2009年。画集
- 青木保『エドワード・ホッパー　静寂と距離』青土社、2019年